# 40 grados
40 grados o 40° fue un programa de televisión chileno emitido por Mega de lunes a viernes a las 19:00 horas, conducido por Mario Velasco y Connie Mengotti en donde un grupo de jóvenes bailan, cantan y participan en distintas pruebas.

## Elenco

### Participantes
- Isaac "Nine" Pantich Ilich, 22 años. Actor de la serie Perla de Canal 13.
- Lola Ilich, actriz de la serie Perla de Canal 13.
- Belén Villegas, 18 años, actriz de la serie Perla de Canal 13.
- Junior Playboy, 29 años, exparticipante de 40 o 20 y de Fiebre de Baile V.
- Bastián Paz, 26 años, exparticipante de Coliseo romano.
- Rétélie Beauchamp, 27 años, exparticipante de La muralla infernal.
- Jocelyn Medina, 27 años, modelo, exparticipante de Yingo y de Calle 7.
- Johans Cruz, exchico Mekano.
- Daniel Fernández del Castaño, 32 años, modelo. Exparticipante de Yingo y Calle 7 en sus 3 primeras temporadas.
- Daniel Aliaga, 23 años, modelo, exparticipante de Yingo y Calle 7.
- Rodrigo Batarce, 24 años.
- Pierre Desarmes, 36 años, integrante del grupo "Reggaetón Boys". Exparticipante de Calle 7 en su quinta temporada.
- Gyvens Laguerre, 32 años, integrante del grupo "Reggaetón Boys". Exparticipante de Pelotón III y Elígeme.
- David Versailles, integrante del grupo "Reggaetón Boys".
- Bastián Ferrada
- Camila Álvarez, 23 años.
- Camila Bravo, 22 años.
- Cinthia Monreal
- Constanza Rodríguez, 21 años.
- Cristián Zpulef
- Diego Núñez
- Dominique Aguirre
- Dorel Todorovich, gitano. 18 años.
- Diego Todorovich, gitano. 21 años.
- Duyo Aristich, gitano. 26 años.
- Emilio Arestich
- Nan Rodríguez, Maquilladora
- Javier Caniuqueo, 18 años.
- Jocelyne Oyaneder, 25 años
- Leanco Todorovich, gitano, 21 años.
- Linda Markovich, gitana. Exintegrante del Team Gitano de Calle 7. 22 años.
- Luciano Markovich
- Paula Prelle, 25 años.
- Priscilla Bascuñán, 22 años.
- Rocío Markovich
- Romina Jorge
- Thalia Lavalovich, gitana, 18 años.
- Yenny Nuñez, 17 años.
- Joshua Todorovich
- Ángel Torres, 25 años.
- Francisca Parra, 24 años.
- Roberto Martínez, 24 años, exparticipante de Año 0 de Canal 13.
- María Isabel "Chabe" Indo, 34 años, exintegrante de Mekano. Ingresó el día domingo 19 de febrero de 2012.
- Fate Arestich, 18 años, actriz de la serie Perla de Canal 13 y exintegrante del Team Gitano de Calle 7. Ingresó el día martes 22 de febrero de 2012. Reingresó el 6 de marzo de 2012.
- Felipe Matamala, 22 años, exparticipante de Yingo, El experimento y Calle 7 en su octava temporada. Ingresó el 5 de marzo de 2012.

## Elenco Actual
| Sexo    | Participantes | Eliminados |
| ------- | --- | --- |
| Hombres | - Isaac "Nine" Pantich Ilich - Daniel Fernández del Castaño - Daniel Aliaga - Rodrigo Batarce - Duyo Aristich - Javier Caniuqueo - Ángel Torres - Felipe Matamala - David Versaille      | - Roberto Martínez - 1º Eliminado - Dorel Todorovich - 2º Eliminado - Johans Cruz - 3º Eliminado - Leanco Todorovich - 4º Eliminado - Diego Nuñez - 4º Eliminado Retirados - José Luis Concha - Bastián Paz - Bastián Ferrada - Cristián Zpulef - Emilio Arestich - Joshua Todorovich - Luciano Markovich |
| Mujeres | - Fate Arestich - Lola Ilich - Belén Villegas - Rétélie Beauchamp - Priscilla Bascuñán - Camila Álvarez - Camila Bravo - Linda Markovich - María Isabel "Chabe" Indo - Jocelyne Oyaneder | - Thalia Lavalovich - 3.ª Eliminada - Jenny Núñez - 3.ª Eliminada - Francisca Parra - 5.ª Eliminada - Constanza Rodríguez - 5.ª Eliminada Retirados - Rocío Markovich - Romina Jorge - Jocelyn Medina - Cinthia Monreal - Dominique Aguirre - Nan Rodríguez - Paula Prelle                                |

### Hombres
| Participante                   | Actualmente    |
| ------------------------------ | -------------- |
| - Isaac "Nine" Pantich Ilich   | Cancelado      |
| - Daniel Fernández del Castaño | Cancelado      |
| - Daniel Aliaga                | Cancelado      |
| - Rodrigo Batarce              | Cancelado      |
| - Duyo Aristich                | Cancelado      |
| - Leanco Todorovich            | Cancelado      |
| - Ángel Torres                 | Cancelado      |
| - Felipe Matamala              | Cancelado      |
| - Diego Nuñez                  | 4.º Eliminado  |
| - Javier Caniuqueo             | 4.º Eliminado  |
| - Johans Cruz                  | 3.er Eliminado |
| - Dorel Todorovich             | 2.º Eliminado  |
| - Roberto Martínez             | 1.er Eliminado |
| - José Luis Concha             | Retirado       |
| - Bastián Paz                  | Retirado       |
| - Bastián Ferrada              | Retirado       |
| - Cristián Zpulef              | Retirado       |
| - Emilio Arestich              | Retirado       |
| - Joshua Todorovich            | Retirado       |
| - Luciano Markovich            | Retirado       |

### Mujeres
| Participante                | Actualmente   |
| --------------------------- | ------------- |
| - Fate Arestich             | Cancelada     |
| - Lola Ilich                | Cancelada     |
| - Belén Villegas            | Cancelada     |
| - Rétélie Beauchamp         | Cancelada     |
| - Priscilla Bascuñán        | Cancelada     |
| - Camila Álvarez            | Cancelada     |
| - Camila Bravo              | Cancelada     |
| - Linda Markovich           | Cancelada     |
| - María Isabel "Chabe" Indo | Cancelada     |
| - Constanza Rodríguez       | 5.ª Eliminada |
| - Francisca Parra           | 5.ª Eliminada |
| - Paula Prelle              | Retirada      |
| - Thalia Lavalovich         | 3.ª Eliminada |
| - Jenny Núñez               | 3.ª Eliminada |
| - Rocío Markovich           | Retirada      |
| - Romina Jorge              | Retirada      |
| - Jocelyn Medina            | Retirada      |
| - Cinthia Monreal           | Retirada      |
| - Dominique Aguirre         | Retirada      |
| - Jocelyne Oyaneder         | Retirada      |
| - Nan Rodríguez             | Retirada      |

## Pruebas
- La Gomita del terror.
- La Campana Musical.
- Explosión Cultural.
- La Gomita del Amor.
- Alto Voltaje.

## Invitados
- Noche de Brujas, lunes 30 de enero de 2012.
- Tomo como rey, martes 31 de enero de 2012.
- C4, miércoles 1 de febrero de 2012.
- Eduardo Caroe (humorista y mago), viernes 3 de febrero de 2012.
- Los Charros de Lumaco, viernes 3 de febrero de 2012.
- Paya Hop (dúo humorístico), viernes 3 de febrero de 2012.
- Shamanes Crew, lunes 6 de febrero de 2012.
- Organización X, martes 7 de febrero de 2012.
- Rudy Nuñez (humorista), miércoles 8 de febrero de 2012.
- Francisco Ocampo (imitador), miércoles 8 de febrero de 2012.
- Team Mekano, jueves 9 de febrero de 2012.
- DJ Méndez, viernes 10 de febrero de 2012.
- Catalina Palacios, martes 14 de febrero de 2012.
- Rodolfo Burgos (imitador de Shakira), miércoles 15 de febrero de 2012.
- Camila Arismendi (ganadora Yo Soy), miércoles 15 de febrero de 2012.
- Rodrigo Villegas (humorista), viernes 17 de febrero de 2012.
- Yoan Amor (exvocalista de La Noche), domingo 19 de febrero de 2012.
- Cristián Henríquez (humorista), domingo 19 de febrero de 2012.
- Luís Arenas (humorista), jueves 23 de febrero de 2012.
- Pancho del Sur (humorista), jueves 23 de febrero de 2012.
- King África, viernes 24 de febrero de 2012.
- Rocío Marengo (vedette), martes 28 de febrero de 2012.
- Francisco Kaminski (periodista), martes 28 de febrero de 2012.
- Ruddy Rey (Humorista), viernes 2 de marzo de 2012.
- Paya Hop (dúo humorístico), lunes 5 de marzo de 2012.
- La Sonora de Tommy Rey, viernes 9 de marzo de 2012.
- Donko y la Secta, lunes 12 de marzo de 2012.
- Tomo como rey, martes 13 de marzo de 2012.
- Vivi Rodríguez (bailarina), jueves 15 de marzo de 2012.
- Jordan y la Fórmula, viernes 16 de marzo de 2012.
- La Sonora de Tommy Rey, lunes 19 de marzo de 2012.

## Secciones
- Mix 40°: Espacio en el cual los participantes bailan diferentes tipos de canciones.
- Docu-Reality: Espacio en el cual muestran la vida de un participante sobre lo que le ocurre fuera del programa.
- Notas Viña 2012: Espacio en el que se trasmiten notas en Viña del Mar durante el Festival de Viña 2012.
- Archivos 40°: Espacio en el que muestran archivos del festival de Viña, archivos de humor y chascarros de la televisión.